# Озеро солене (Данилово)
О́зеро соле́не — гідрологічна пам'ятка природи місцевого значення в Україні. Об'єкт природно-заповідного фонду Закарпатської області. 
Розташована в межах Хустського району Закарпатської області, при західній околиці села Данилово, в урочищі «Ями». 
Площа 2,5 га. Статус отриманий згідно з рішенням облвиконкому від 18.11.1969 року № 414 та рішенням облвиконкому від 23.10.1984 року № 253. Перебуває у віданні Данилівської сільської ради. 
Статус надано для збереження соленого озера, вода якого має лікувальні властивості. 